# Championnats du monde de slalom (canoë-kayak) 2022
Navigation
Édition précédente Édition suivante
Les championnats du monde de canoë-kayak slalom 2022, quarantième deuxième édition des championnats du monde de slalom en canoë-kayak, ont lieu du 26 juillet au 31 juillet 2022 au Stade d'eaux vives de Eiskanal à Augsbourg, en Allemagne. Augsbourg accueille les championnats pour la quatrième fois après les avoir accueillis en 1957, 1985 et 2003. 

## Résultats

### Hommes

#### Canoë
| Épreuve       | Or                                              | Or       | Argent                                                       | Argent   | Bronze                                                   | Bronze   |
| ------------- | ----------------------------------------------- | -------- | ------------------------------------------------------------ | -------- | -------------------------------------------------------- | -------- |
| C1            | Sideris Tasiadis (GER)                          | 101 s 05 | Alexander Slafkovský (SVK)                                   | 102 s 23 | Franz Anton (GER)                                        | 102 s 66 |
| C1 par équipe | Slovénie Benjamin Savšek Luka Božič Anže Berčič | 95 s 48  | Slovaquie Matej Beňuš Marko Mirgorodský Alexander Slafkovský | 98 s 42  | Italie Roberto Colazingari Raffaello Ivaldi Paolo Ceccon | 100 s 64 |

#### Kayak
| Épreuve        | Or                                               | Or      | Argent                                                                 | Argent  | Bronze                                             | Bronze  |
| -------------- | ------------------------------------------------ | ------- | ---------------------------------------------------------------------- | ------- | -------------------------------------------------- | ------- |
| K1             | Vít Přindiš (CZE)                                | 94 s 78 | Giovanni De Gennaro (ITA)                                              | 95 s 49 | Boris Neveu (FRA)                                  | 95 s 75 |
| K1 par équipe  | Allemagne Hannes Aigner Noah Hegge Stefan Hengst | 91 s 90 | Grande-Bretagne Joseph Clarke Christopher Bowers Bradley Forbes-Cryans | 93 s 68 | France Boris Neveu Titouan Castryck Malo Quéméneur | 95 s 67 |
| Slalom extrême | Joseph Clarke (GBR)                              |         | Anatole Delassus (FRA)                                                 |         | Stefan Hengst (GER)                                |         |

### Femmes

#### Canoë
| Épreuve       | Or                                                        | Or       | Argent                                        | Argent   | Bronze                                                          | Bronze   |
| ------------- | --------------------------------------------------------- | -------- | --------------------------------------------- | -------- | --------------------------------------------------------------- | -------- |
| C1            | Andrea Herzog (GER)                                       | 111 s 72 | Jessica Fox (AUS)                             | 112 s 64 | Mallory Franklin (GBR)                                          | 117 s 05 |
| C1 par équipe | Tchéquie Gabriela Satková Tereza Fišerová Martina Satková | 115 s 35 | Allemagne Elena Lilik Andrea Herzog Nele Bayn | 116 s 85 | Grande-Bretagne Mallory Franklin Kimberley Woods Sophie Ogilvie | 117 s 85 |

#### Kayak
| Épreuve        | Or                                                   | Or     | Argent                                            | Argent | Bronze                                                        | Bronze |
| -------------- | ---------------------------------------------------- | ------ | ------------------------------------------------- | ------ | ------------------------------------------------------------- | ------ |
| K1             | Ricarda Funk (GER)                                   | 101.14 | Jessica Fox (AUS)                                 | 102.45 | Elena Lilik (GER)                                             | 103.99 |
| K1 par équipe  | Allemagne Ricarda Funk Elena Lilik Jasmin Schornberg | 102.78 | Slovénie Eva Terčelj Eva Alina Hočevar Ajda Novak | 105.26 | Pologne Klaudia Zwolińska Natalia Pacierpnik Dominika Brzeska | 109.25 |
| Slalom extrême | Jessica Fox (AUS)                                    |        | Kimberley Woods (GBR)                             |        | Mònica Dòria Vilarrubla (AND)                                 |        |

## Tableau des médailles
- Pays organisateur ( Allemagne)

| Rang  | Nation          | Or | Argent | Bronze | Total |
| ----- | --------------- | -- | ------ | ------ | ----- |
| 1     | Allemagne       | 5  | 1      | 3      | 9     |
| 2     | Tchéquie        | 2  | 0      | 0      | 2     |
| 2     | Grande-Bretagne | 1  | 2      | 2      | 5     |
| 4     | Australie       | 1  | 2      | 0      | 3     |
| 5     | Slovénie        | 1  | 1      | 0      | 2     |
| 6     | Slovaquie       | 0  | 2      | 0      | 2     |
| 7     | France          | 0  | 1      | 2      | 3     |
| 8     | Italie          | 0  | 1      | 1      | 2     |
| 9     | Andorre         | 0  | 0      | 1      | 1     |
| 9     | Pologne         | 0  | 0      | 1      | 1     |
| Total | Total           | 10 | 10     | 10     | 30    |